# علی جنتی
علی جنّتی (زادهٔ ۳ تیر ۱۳۲۸) سیاستمدار اعتدالگرا و دیپلمات ایرانی است که در دولت یازدهم سمت وزیر فرهنگ و ارشاد اسلامی را بین سال‌های ۱۳۹۲ تا ۱۳۹۵ برعهده داشت.
جنّتی در فاصله سال‌های ۱۳۶۲ تا ۱۳۶۶ به‌عنوان استاندار خوزستان و بین سال‌های ۱۳۶۸ تا ۱۳۷۱ سمت استاندار خراسان فعالیت می‌کرد. او به ترتیب بین سال‌های ۱۳۷۷ تا ۱۳۸۴ و ۱۳۸۵ تا ۱۳۸۹، سفیر ایران در کویت بود و در دولت نهم از سال ۱۳۸۴ تا ۱۳۸۵ به‌عنوان معاون سیاسی وزیر کشور فعالیت می‌کرد و از مرداد ۱۳۹۶ تا آبان ۱۳۹۷، مشاور سرپرست نهاد ریاست‌جمهوری بود.

## زندگی
علی جنّتی پسر ارشد احمد جنتی است، اما برخلاف پدرش در حلقهٔ معتمدان اکبر هاشمی رفسنجانی جای داشت.
جنتی از دانش‌آموختگان مدرسه حقانی و دبیرستان دین و دانش قم است. وی از نزدیکان محمد منتظری به‌شمار می‌رفت. از سال ۱۳۴۷ شروع به مبارزه مسلحانه علیه حکومت وقت کرد که همان سال توسط ساواک شناسایی و تحت تعقیب قرار گرفت و ناچار به فرار از ایران شد و تا هنگام پیروزی انقلاب در کویت زندگی می‌کرد. پس از انقلاب هم محمد منتظری را در کمک به نهضت‌های آزادی‌بخش خارج از ایران یاری می‌داد. در سال ۱۳۵۸ عضو شورای نظارت بر صدا و سیما در سال ۱۳۵۹ رئیس صداوسیمای استان خوزستان و در سال ۱۳۶۲ استاندار خوزستان شد. در سال ۱۳۶۷ ریاست دفتر اکبر هاشمی رفسنجانی، رئیس وقت مجلس را برعهده گرفت و در دوران ریاست جمهوری هاشمی از ۱۳۶۸ تا ۱۳۷۱ به استانداری خراسان رسید. از جمله وقایع رخ داده در دوره استانداری او شورش ۹ خرداد ۱۳۷۱ مشهد بود.
از ۱۳۷۱ تا ۱۳۷۷ به معاونت بین‌الملل وزارت ارشاد، و تا پایان دوره ریاست جمهوری محمد خاتمی به سفارت ایران در کویت منصوب شد.

## دولت احمدی‌نژاد
با پیروزی محمود احمدی‌نژاد در انتخابات ریاست جمهوری ۱۳۸۴ وی از کویت فراخوانده و به عنوان معاون سیاسی وزیر کشور، مصطفی پورمحمدی منصوب شد اما در آستانه انتخابات شوراها و مجلس خبرگان در سال ۱۳۸۵، تحت فشار هواداران محمود احمدی‌نژاد از این سمت کنار گذاشته و بار دیگر به عنوان سفیر به کویت فرستاده شد اما در سال ۱۳۸۹ از این مقام برکنار شد. ظن این می‌رود که این برکناری در ارتباط با ادعای کشف شبکه جاسوسی ایران در کویت بوده باشد.

## وزارت فرهنگ و ارشاد اسلامی

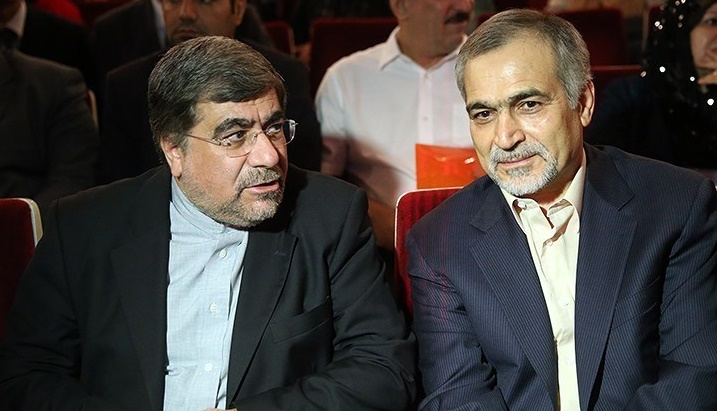
علی جنتی و حسین فریدون در کنسرت مشترک ایران و چین

با آغاز کار دولت یازدهم، علی جنتی به عنوان وزیر پیشنهادی وزارت فرهنگ و ارشاد اسلامی به مجلس معرفی شد و نهایتاً موفق به کسب رأی اعتماد گردید.
از جمله دستاوردهای وی، می‌توان به اجرای قانون معافیت ناشران و کتابفروشان ایران از پرداخت مالیات اشاره کرد که از مطالبات اهالی کتاب در ایران در دولت‌های گذشته ایران محسوب می‌شده‌است.

### دو کارت زرد
جنّتی سومین وزیر دولت یازدهم بود که در ۱۷ دی ۱۳۹۲ برای پاسخ به سؤال حمید رسایی در مجلس حضور یافت، اما پاسخ‌های وی مورد قبول نمایندگان واقع نشد و در نهایت با کسب ۱۰۵ رأی موافق، ۹۷ رأی مخالف و ۱۸ رأی ممتنع از مجموع ۲۲۴ رأی مأخوذه کارت زرد مجلس را دریافت کرد. پیش از این علی طیب نیا، وزیر اقتصاد و رضا فرجی دانا، وزیر علوم نیز از مجلس کارت زرد گرفته بودند.
در ۱۹ خرداد ۱۳۹۴ نیز جنتی برای پاسخگویی سؤال حسین طلا، مسعود میرکاظمی، سلیمانی، آقاتهرانی، بذرپاش، نوباوه و سید علی طاهری در مورد محدودیت مطبوعات در انتشار اخبار مربوط به کرسنت در جلسه علنی مجلس توضیحاتی ارائه کرد که پس از اظهارات میرکاظمی به عنوان نماینده سؤال‌کننده با توجه به این که وی اعلام کرد از پاسخ‌های وزیر قانع نشده‌است این موضوع به رأی گذاشته شد که نمایندگان مجلس با ۱۱۶ رأی مخالف، ۸۴ رأی موافق و ۴ رأی ممتنع از مجموع ۲۰۴ رأی مأخوذه، عدم رضایت خود از پاسخ‌های وزیر را اعلام کردند که بر این اساس مجلس دومین کارت زرد را نیز به علی جنتی داد.

### ارتباط نزدیک با چهره‌های سیاسی اصلاح طلب
جنتی در روز ۷ شهریور ۱۳۹۲ در مراسم افتتاح استودیوی ضبط صدای موزه موسیقی، ضمن تشکر از همکاری‌های احمد مسجد جامعی، وزیر فرهنگ و ارشاد اسلامی در دولت سید محمد خاتمی گفت: «امیدوارم با این کمک‌ها ادامه دهنده راهی باشیم که در ابتدا با آقای خاتمی شروع شد.»
چند هفته پس از استقرار جنتی در وزارت فرهنگ و ارشاد اسلامی، عکس عطاءالله مهاجرانی، وزیر فرهنگ و ارشاد اسلامی در دولت اول سید محمد خاتمی که به دلیل گرایش‌های سیاسی و فکری وی، سکونتش در لندن و فعالیتش در شبکه بی‌بی‌سی فارسی، در دولت نهم و دهم از دیوار وزارت ارشاد حذف شده بود، بار دیگر در جای خود نصب گردید. مهاجرانی ضمن تشکر از این اقدام جنتی در نامه‌ای به وی خواستار تجدید انتشار کتاب‌هایش در ایران شد.
در نوروز ۱۳۹۳ علی جنتی، همراه عده‌ای از مسئولان دولتی برای تبریک سال نو به دیدار سید محمد خاتمی رفت، و زهرا اشراقی، عکسی را از این دیدار در صفحه اینستاگرام خود منشر کرد. این اقدام جنتی با مخالفت شدید نمایندگان اصولگرای مجلس مواجه شد.

### بازگشائی خانه سینما
خانه سینما پس از تقریباً سه سال تعطیلی هم‌زمان با روز ملی سینما و با حضور گروهی از اعضای این نهاد صنفی ۲۱ شهریور ۱۳۹۲ بر اساس حکمی از علی جنتی وزیر فرهنگ و ارشاد دولت حسن روحانی بازگشایی شد و بعد از آن جشن ملی روز سینما برگزار شد.
علی جنتی در این مورد گفت: «خوشحالم که خانه سینما باز شده و من الان می‌توانم در جمع شما هنرمندان باشم، این لحظات جزو بهترین لحظات عمر من است.»

### پخش صدای زن
علی جنتی، روز سه‌شنبه ۳۰ مهر ۱۳۹۲ در حاشیه رونمایی از نخستین و بزرگ‌ترین نهج‌البلاغه مطلا در محل دفتر وزارت‌خانه، در پاسخ به پرسشی دربارهٔ ایراد شرعی به صدای خوانندگان زن گفت: «طبق نظر مراجع اگر صدای تک‌خوان‌ها موجب مفسده نباشد ایرادی ندارد و برخی از مراجع در این باره چنین نظری دارند». پیش‌تر داریوش پیرنیاکان در جشن چهاردهمین سال تأسیس «خانه موسیقی ایران» که شامگاه دوشنبه ۲۲ مهر ۱۳۹۲ در تالار وحدت برگزار شد، به این معضل که در جمهوری اسلامی گریبانگیر خوانندگان زن شده‌است، پرداخته بود و در حضور معاون وزیر ارشاد خواستار پخش صدای زنانِ خواننده شده بود. وی هشت روز بعد از طرح مشکل پخش صدای زنان، روز ۳۰ مهر ۱۳۹۲ از سمت خود استعفاء داد.

### پشتیبانی از دسترسی به شبکه‌های اجتماعی
علی جنتی در حاشیه نشستی با فعالان رسانه‌های دیجیتال، خواستار اقداماتی برای کاهش محدودیت دسترسی به سایت‌های اینترنتی و استفاده از شبکه‌های اجتماعی شد و گفت که «فیسبوک باید برای همه قابل دسترسی باشد.» در عین حال افزود که «با مجموعه دوستانی که در کمیته تعیین مصادیق مجرمانه هستند باید صحبت شود تا نه تنها فیسبوک بلکه سایر شبکه‌های اجتماعی هم قابل دسترسی شوند و قید غیرقانونی برای دسترسی به آن‌ها برداشته شود.» همچنین در مورد محدودیت دسترسی به سایت‌های اینترنتی گفت که باید فیلترینگ این سایت‌ها به حداقل ممکن و به موارد ضروری کاهش یابد.
در بخش دیگری از اظهارات خود، به استفاده از تلویزیون‌های ماهواره‌ای در ایران پرداخت و گفت که «ایجاد پارازیت، ممانعت از دسترسی به شبکه‌های ماهواره‌ای نمی‌تواند تأثیرگذار باشد و باید به فکر راه حل باشیم و با تولید محتوای جذاب و مفید، مانع استفاده از تلویزیون بیگانه و رسانه‌های دیجیتال خارجی شویم.»

### طرح استیضاح
اولین اظهارنظرها در خصوص استیضاح علی جنتی، در اوایل سال ۱۳۹۳ مطرح شد و جبهه پایداری و نماینده مجلس عضو این حزب، حمید رسایی، اصلی‌ترین دنبال‌کنندگان استیضاح جنتی بودند و رسایی توانست درخواستی در این خصوص با ۵۰ امضای نمایندگان مجلس را جمع‌آوری نماید ولی با در اولویت قرار گرفتن استیضاح وزیر علوم دولت روحانی، استیضاح جنتی از دستور کار نمایندگان منتقد جنتی خارج شد و مسکوت ماند.

### لغو سفر عمره
پس از ماجرای تجاوز جنسی دو مأمور عربستانی در فرودگاه جده به دو نوجوان ایرانی، حسن روحانی، رئیس‌جمهور دستور بررسی این مسئله را به علی جنتی داد و در ۲۴ فروردین ۱۳۹۴، علی جنتی، وزیر ارشاد اعلام کرد پس از مطالعات و بررسی‌های انجام شده امروز به سازمان حج دستور داده شد تا زمانی که این افراد مجرم (متجاوزان به دو نوجوان ایرانی در فرودگاه جده) محاکمه بشوند، فعلاً عمره متوقف می‌شود و پروازهای ایران تعلیق خواهد شد.

### اکران فیلم توقیفی قصه‌ها
در مهر ۱۳۹۳، کمیسیون فرهنگی مجلس شورای اسلامی با ارسال نامه‌ای به وزارت فرهنگ و ارشاد اسلامی، خواستار عدم صدور مجوز اکران فیلم قصه‌ها ساختهٔ رخشان بنی اعتماد و هفت فیلم دیگر شد که از آن‌ها با عنوان «فیلم‌های مرتبط با فتنه» نام برده شده و احمد سالک، نماینده مجلس در این رابطه مدعی شد: «برخی فیلم‌ها با این که مجوز فیلم‌نامه و تولید دریافت کرده‌اند اما در هنگام ساخته شدن، به حاشیه رفته‌اند و نمایش آن‌ها به مصلحت نظام نیست.» سرانجام پس از بیش از یک سال کشمکش میان مجلس و وزارت ارشاد، اکران فیلم «قصه‌ها» ساخته رخشان بنی‌اعتماد بدون هیچ گونه تغییری در فیلم اولیه از صبح ۱۶ اردیبهشت ۱۳۹۴ در گروه سینمایی قدس آغاز شد.

### اعطای مجوز وزارت ارشاد به موسیقی رپ
با آغاز به کار وزارت علی جنتی، زمزمه‌هایی از اعطای مجوز به موسیقی رپ بر سر زبان‌ها افتاد. در ۲۹ شهریور ۱۳۹۳، پیروز ارجمند، مدیر کل دفتر موسیقی وزارت ارشاد اعلام کرد: «ما مشغول پژوهشی در این زمینه هستیم که چطور می‌شود موسیقی رپی تولید کرد که متناسب با فرهنگ ایرانی باشد که ما این پژوهش را انجام دادیم و به نتایجی هم رسیدیم تا بتوانیم با خوانندگان و آهنگسازانی که در این زمینه علاقه‌مند به فعالیت هستند همکاری داشته باشیم و بتوانیم الگوی مناسبی برای آن‌ها تعریف کنیم تا پاسخگوی این ظرفیت نسل امروز باشیم.» نهایتاً در ۱۸ اردیبهشت ۱۳۹۴ آلبوم موسیقی «فراموشی» کاری از گروه «اتل متل» با عرضه در بازار موسیقی، اولین آلبوم رپی لقب گرفت که تاکنون موفق به کسب مجوز رسمی از دفتر موسیقی وزارت ارشاد می‌شود.

### عذرخواهی وزارت ارشاد از مهدی خزعلی
در ساعات اولیه چهارمین روز آغاز بکار بیست و هشتمین نمایشگاه بین‌المللی کتاب تهران، غرفه انتشارات حیان به دلیل عدم فعالیت این انتشارات در طول سه سال گذشته از سوی وزارت ارشاد بسته شد. پس از این اقدام مهدی خزعلی مدیر این انتشارات در فیس بوک خود جمهوری اسلامی را تهدید به شکایت در مراجع بین‌المللی کرد و نوشت: «ممانعت از فعالیت این دو انتشارات و دو نشریه کتاب سفید و کتاب‌شناسی علوم پزشکی را متوجه دولت جمهوری اسلامی دانسته و تا تادیه خسارات از پای نخواهم نشست، حتی شکایت به مراجع ذی‌صلاح بین‌المللی خواهم برد، چون امیدی به قوه قضاییه ندارم.» چند روز بعد در ۲۱ اردیبهشت ۱۳۹۴، سید عباس صالحی، معاون فرهنگی وزیر ارشاد با دسته گل و شیرینی به دفتر انتشارات حیان رفته و بخاطر اشتباه سیستم نمایشگاه عذرخواهی کرد و از مهدی خزعلی خواست تا به اعتصاب غذایش پایان دهد و تضمین کرد که تمامی خسارات را جبران کنند. معاون وزیر ارشاد گفت: «با توجه به این که اشتباه از سیستم نمایشگاه بوده‌است، خسارات مؤسسه حیان را دین وزارت ارشاد دانسته و بدون فوت وقت تمام و کمال جبران می‌کنیم.» مهدی خزعلی نیز با تقدیر از این حرکت اخلاقی معاونت فرهنگی وزارت ارشاد با شیرینی که صالحی آورده بود، اعتصاب غذا را شکست و از تجلی عقلانیت در دولت یازدهم تجلیل کرد.

## مواضع و دیدگاه‌ها
- وی دیدگاه‌های خود را همراستا با دیدگاه‌های پدرش نمی‌داند و اظهار کرده: «مسائل فکری، موروثی نیست». وی وعده داده بود در صورت انتخاب شدن به عنوان وزیر فرهنگ و ارشاد اسلامی دولت یازدهم ایران به وعده‌های انتخاباتی حسن روحانی جامه عمل بپوشاند و وضعیت این وزارتخانه را متفاوت با آنچه در دولت احمدی‌نژاد بود، گرداند و در جهت تلطیف فضای فرهنگی ایران و ارتباط نزدیک با هنرمندان گام بردارد.[۲۵]
- جنتی بعد از انتخاب شدن به عنوان وزیر فرهنگ و ارشاد دولت یازدهم اعلام داشت اجازه نمی‌دهد افرادی جلوی اکران فیلمی را بگیرند یا با فروش کتابی مخالفت کنند. وزارت ارشاد می‌بایست از کلیهٔ مجوزهای صادر شده از طرف این وزارتخانه دفاع کند.[۲۶]
- جنتی در سخنرانی خود به مناسبت روز پژوهش، عنوان کرد امروزه ۷۱ درصد از مردم تهران بیننده برنامه‌های ماهواره‌ای هستند و این امر یکی از عوامل سقوط تدریجی اخلاق و ارزش‌های اسلامی در جامعه ایرانی می‌باشد. وی در این سخنرانی تأکید کرد روش‌های به منظور ممنوعیت و محدودیت استفاده از برنامه‌های ماهواره‌ای جوابگوی حفظ ارزش‌ها در جامعه ایران نمی‌باشد و در سال‌های آینده امکان محدود کردن رسانه‌ها از بین می‌رود و به همین دلیل تنها راه بازگرداندن مخاطبان ایرانی به رسانه‌های این کشور، تلاش در جهت جذب مخاطبان به سمت این رسانه‌ها می‌باشد.[۲۷]
- جنتی در مصاحبه با الجزیره انگلیسی مدعی شد با توجه به تغییر دولت در ایران و دیدگاه جدیدی که این دولت در مقایسه با دولت قبلی داشت، لازم است قوه قضائیه ایران نیز با تغییر رویه لازم، خود را منطبق با شرایط جدید جامعه گرداند. جنتی ابراز امیدواری کرد که افکار عمومی ایران بتوانند بر روی قوه قضائیه و قوه مقننه ایران تأثیرگذار باشند و موجب تغییر رویه این دو نهاد حکومتی ایران شوند.[۲۸]
- وی از وجود فهرستی متشکل از اسامی ۵۰ ناشر در دولت سابق، دولت محمود احمدی‌نژاد، سخن گفت که به آن‌ها گفته شده بود حق عرضه کتاب در نمایشگاه بین‌المللی را ندارند. جنتی همچنین دربارهٔ وجود «فهرست سیاه» در حوزه نشر در وزارت فرهنگ دولت قبل گفت: «حدود ۴۰۰ عنوان کتاب بدون مجوز در ارشاد بود که بعضی از آن‌ها کاملاً رد شده بودند و برخی بلاتکلیف بودند فقط به این خاطر که توسط ناشرانی که در فهرست سیاه قرار داشتند، منتشر شده بودند.» وی با تأیید این که بیش‌ترین انسداد و مشکل در سال‌های اخیر متوجه حوزه چاپ و نشر بوده وعده داد: «نویسندگان داخل کشور هم‌اکنون هیچ ممنوعیتی برای چاپ کتاب‌های خود ندارند.» او گفت نویسندگان مقیم خارج از کشور هم برای تجدید چاپ آثار خود «با مشکل مواجه نیستند.» وی با ذکر اینکه براساس برداشتی که در گذشته وجود داشت، ناشر حق نداشت که کتاب غیرقابل چاپ به ارشاد ارائه کند گفت: «محکومیت و تعلیق برخی ناشران به این علت بوده که درخواست مجوز برای تعدادی کتاب داشته‌اند که همه آن‌ها غیرقابل انتشار تشخیص داده شده‌اند.»[۲۹]